# Kronaea minuta
Kronaea minuta är en fjärilsart som beskrevs av Tryon Reakirt 1864. Kronaea minuta ingår i släktet Kronaea och familjen snigelspinnare. Inga underarter finns listade i Catalogue of Life.